# Gran Premio d'Italia 1996
Il Gran Premio d'Italia 1996 è stata la quattordicesima prova del Campionato mondiale di Formula 1 1996. Svoltasi domenica 8 settembre 1996 all'Autodromo di Monza, la manifestazione sportiva, a detta degli organizzatori, contava la presenza di oltre centomila tifosi.
La gara è stata vinta da Michael Schumacher su Ferrari, dopo otto anni dall'ultima vittoria del team di Maranello sul tracciato italiano, seguito da Jean Alesi, Mika Häkkinen, Martin Brundle, Rubens Barrichello e Pedro Diniz. Sono giunti fuori dai punti entrambi i contendenti al titolo mondiale, con Damon Hill costretto al ritiro per un incidente nei primi giri e Jacques Villeneuve rallentato da un danno riportato ad una sospensione.

## Vigilia

### Aspetti sportivi
Poco prima dell'inizio del week end monzese venne reso noto da Frank Williams che Damon Hill, primo nella classifica piloti e candidato alla vittoria del titolo mondiale, non avrebbe più corso per la scuderia inglese l'anno seguente, sostituito da Heinz-Harald Frentzen. Il motivo sarebbe stato una richiesta di aumento di stipendi da parte del pilota britannico. Dal canto suo Hill si disse molto deluso del trattamento ricevuto, visto che il suo stipendio negli anni precedenti era stato di molto inferiore ad altri piloti del circus. Michael Schumacher approfittò della situazione per lanciare piccole frecciatine al rivale inglese, ma dichiarò anche che difficilmente avrebbe potuto lottare per la vittoria della gara.

### Aspetti tecnici
Rispetto all'edizione precedente del Gran Premio, una novità consistette nel montaggio di barriere di pneumatici all'interno dei cordoli per evitare i frequenti tagli di chicane da parte dei piloti. I piloti stessi si dichiararono d'accordo con tale soluzione e Michael Schumacher difese questa decisione anche al termine della corsa, caratterizzata da vari ritiri dovuti, appunto, a queste barriere.
Per l'appuntamento in terra italiana la Ferrari portò varie novità tecniche, tra cui un nuovo cambio a 7 rapporti e vennero utilizzati per la sua costruzione materiali differenti. Tutte queste modifiche vennero, però, applicate alla sola vettura di Schumacher, mentre quella di Eddie Irvine venne solo aggiornata nell'aerodinamica e nelle sospensioni.

## Prove libere

### Risultati
Nella giornata del venerdì, si ebbe la seguente situazione:
| Pos | Nome               | Squadra/Motore   | Tempo    |
| --- | ------------------ | ---------------- | -------- |
| 1   | Michael Schumacher | Ferrari          | 1.24:399 |
| 2   | Mika Häkkinen      | McLaren-Mercedes | 1.24:667 |
| 3   | Gerhard Berger     | Benetton-Renault | 1.24:829 |

## Qualifiche

### Resoconto

Il poleman Damon Hill in azione alla prima chicane del circuito brianzolo

I piloti della Williams dominano le qualifiche, con Hill che precede di tre decimi il compagno di squadra Villeneuve. Terzo è Schumacher, seguito dalle due McLaren di Häkkinen e Coulthard; chiudono la top ten Alesi, Irvine, Berger e le due Jordan di Brundle e Barrichello.

### Risultati
| Pos | Nº | Pilota                | Costruttore          | Tempo    | Distacco |
| --- | -- | --------------------- | -------------------- | -------- | -------- |
| 1   | 5  | Damon Hill            | Williams - Renault   | 1:24.204 |          |
| 2   | 6  | Jacques Villeneuve    | Williams - Renault   | 1:24.521 | +0.317   |
| 3   | 1  | Michael Schumacher    | Ferrari              | 1:24.781 | +0.577   |
| 4   | 7  | Mika Häkkinen         | McLaren - Mercedes   | 1:24.939 | +0.735   |
| 5   | 8  | David Coulthard       | McLaren - Mercedes   | 1:24.976 | +0.772   |
| 6   | 3  | Jean Alesi            | Benetton - Renault   | 1:25.201 | +0.997   |
| 7   | 2  | Eddie Irvine          | Ferrari              | 1:25.226 | +1.022   |
| 8   | 4  | Gerhard Berger        | Benetton - Renault   | 1:25.470 | +1.266   |
| 9   | 12 | Martin Brundle        | Jordan - Peugeot     | 1:26.037 | +1.833   |
| 10  | 11 | Rubens Barrichello    | Jordan - Peugeot     | 1:26.194 | +1.990   |
| 11  | 9  | Olivier Panis         | Ligier - Mugen-Honda | 1:26.206 | +2.002   |
| 12  | 14 | Johnny Herbert        | Sauber - Ford        | 1:26.345 | +2.141   |
| 13  | 15 | Heinz-Harald Frentzen | Sauber - Ford        | 1:26.505 | +2.301   |
| 14  | 10 | Pedro Diniz           | Ligier - Mugen-Honda | 1:26.726 | +2.522   |
| 15  | 17 | Jos Verstappen        | Footwork - Hart      | 1:27.270 | +3.066   |
| 16  | 18 | Ukyo Katayama         | Tyrrell - Yamaha     | 1:28.234 | +4.030   |
| 17  | 19 | Mika Salo             | Tyrrell - Yamaha     | 1:28.472 | +4.268   |
| 18  | 20 | Pedro Lamy            | Minardi - Ford       | 1:28.933 | +4.729   |
| 19  | 16 | Ricardo Rosset        | Footwork - Hart      | 1:29.181 | +4.977   |
| 20  | 21 | Giovanni Lavaggi      | Minardi - Ford       | 1:29.833 | +5.629   |

## Gara

### Resoconto

Jean Alesi tallonato da Michael Schumacher a metà della gara, prima del decisivo sorpasso del ferrarista durante i pit stop.

Al via né Hill né Villeneuve scattano bene; il canadese riesce comunque ad affiancare il compagno di squadra, che però lo spinge verso l'esterno, costringendolo a passare sull'erba. Ne approfitta Alesi che, partito benissimo dalla sesta posizione in griglia, infila l'inglese alla prima curva, portandosi in testa. La leadership del francese dura però solo mezzo giro, perché Hill lo sopravanza già alla seconda curva di Lesmo; poco più indietro Häkkinen sorpassa Villeneuve, portandosi in terza posizione.
Nel corso del secondo passaggio il canadese colpisce le barriere di pneumatici della seconda chicane, piegando una sospensione sulla sua vettura; alcune gomme rimbalzano in pista e Coulthard ne colpisce una, dovendosi ritirare con lo sterzo della sua McLaren rotto. Villeneuve prosegue, ma la sua gara è compromessa e il canadese scivola lentamente indietro in classifica. Al quarto giro anche Alesi colpisce la pila di pneumatici della seconda chicane; il francese continua senza danni, ma Häkkinen colpisce una gomma rimbalzata in pista, dovendosi fermare ai box per cambiare il musetto della sua McLaren e tornando in gara nelle retrovie.

Schumacher, anche autore del giro veloce, esultante sul primo gradino del podio al termine della corsa.

Due tornate più tardi anche Hill tocca le barriere di gomme, stavolta alla prima chicane; la Williams dell'inglese va in testacoda e Hill è costretto al ritiro. Passa così in testa Alesi, seguito da Schumacher; il tedesco recupera velocemente lo svantaggio, cominciando poi a tallonare il rivale senza riuscire a superarlo, vista anche la migliore velocità di punta del pilota francese. La situazione rimane stabile fino al 30º passaggio, quando Alesi rifornisce; Schumacher spinge al massimo, facendo segnare il giro più veloce in gara, e quando effettua il suo pit stop due tornate più tardi esce dalla pit lane nettamente davanti alla Benetton del francese.
Il tedesco si limita poi a gestire il vantaggio, conquistando la seconda vittoria consecutiva nonché la terza stagionale; Alesi si accontenta del secondo posto, precedendo sul traguardo Häkkinen (autore nel finale di una grande rimonta), Brundle, Barrichello e Diniz. Villeneuve, con la vettura danneggiata, viene doppiato e non riesce a far meglio del settimo posto, piazzamento che gli impedisce di approfittare del ritiro del compagno di squadra per ridurre lo svantaggio in campionato.

### Risultati
| Pos | N. | Pilota                | Costruttore/Motore   | Giri | Tempo/Ritiro/Media         | Griglia | Punti |
| --- | -- | --------------------- | -------------------- | ---- | -------------------------- | ------- | ----- |
| 1   | 1  | Michael Schumacher    | Ferrari              | 53   | 1h17'43"632 - 236.064 km/h | 3       | 10    |
| 2   | 3  | Jean Alesi            | Benetton - Renault   | 53   | + 18"265                   | 6       | 6     |
| 3   | 7  | Mika Häkkinen         | McLaren - Mercedes   | 53   | + 1'06"635                 | 4       | 4     |
| 4   | 12 | Martin Brundle        | Jordan - Peugeot     | 53   | + 1'25"217                 | 9       | 3     |
| 5   | 11 | Rubens Barrichello    | Jordan - Peugeot     | 53   | + 1'25"475                 | 10      | 2     |
| 6   | 10 | Pedro Diniz           | Ligier - Mugen-Honda | 52   | + 1 giro                   | 14      | 1     |
| 7   | 6  | Jacques Villeneuve    | Williams - Renault   | 52   | + 1 giro                   | 2       |       |
| 8   | 17 | Jos Verstappen        | Footwork - Hart      | 52   | + 1 giro                   | 15      |       |
| Rit | 14 | Johnny Herbert        | Sauber - Ford        | 51   | Motore                     | 12      |       |
| 10  | 18 | Ukyo Katayama         | Tyrrell - Yamaha     | 51   | + 2 giri                   | 16      |       |
| Rit | 16 | Ricardo Rosset        | Footwork - Hart      | 36   | Testacoda                  | 19      |       |
| Rit | 2  | Eddie Irvine          | Ferrari              | 23   | Incidente                  | 7       |       |
| Rit | 20 | Pedro Lamy            | Minardi - Ford       | 12   | Motore                     | 18      |       |
| Rit | 19 | Mika Salo             | Tyrrell - Yamaha     | 9    | Motore                     | 17      |       |
| Rit | 15 | Heinz-Harald Frentzen | Sauber - Ford        | 7    | Incidente                  | 13      |       |
| Rit | 5  | Damon Hill            | Williams - Renault   | 5    | Incidente                  | 1       |       |
| Rit | 21 | Giovanni Lavaggi      | Minardi - Ford       | 5    | Motore                     | 20      |       |
| Rit | 4  | Gerhard Berger        | Benetton - Renault   | 4    | Problema idraulico         | 8       |       |
| Rit | 9  | Olivier Panis         | Ligier - Mugen-Honda | 2    | Incidente                  | 11      |       |
| Rit | 8  | David Coulthard       | McLaren - Mercedes   | 1    | Incidente                  | 5       |       |

## Classifiche

### Piloti
| Pos. | Pilota                | Punti |
| ---- | --------------------- | ----- |
| 1    | Damon Hill            | 81    |
| 2    | Jacques Villeneuve    | 68    |
| 3    | Michael Schumacher    | 49    |
| 4    | Jean Alesi            | 44    |
| 5    | Mika Häkkinen         | 27    |
| 6    | David Coulthard       | 18    |
| 7    | Gerhard Berger        | 17    |
| 8    | Rubens Barrichello    | 14    |
| 9    | Olivier Panis         | 13    |
| 10   | Eddie Irvine          | 9     |
| 11   | Heinz-Harald Frentzen | 6     |
| 11   | Martin Brundle        | 6     |
| 13   | Mika Salo             | 5     |
| 14   | Johnny Herbert        | 4     |
| 15   | Pedro Diniz           | 2     |
| 16   | Jos Verstappen        | 1     |

### Costruttori
| Pos. | Team                 | Punti |
| ---- | -------------------- | ----- |
| 1    | Williams - Renault   | 149   |
| 2    | Benetton - Renault   | 61    |
| 3    | Ferrari              | 58    |
| 4    | McLaren - Mercedes   | 45    |
| 5    | Jordan - Peugeot     | 20    |
| 6    | Ligier - Mugen-Honda | 15    |
| 7    | Sauber - Ford        | 10    |
| 8    | Tyrrell - Yamaha     | 5     |
| 9    | Footwork - Hart      | 1     |